# Léry (Costa d'Or)
Léry és un municipi francès, situat al departament de la Costa d'Or i a la regió de Borgonya - Franc Comtat. L'any 2007 tenia 224 habitants.

## Demografia

### Població
El 2007 la població de fet de Léry era de 224 persones. Hi havia 92 famílies, de les quals 24 eren unipersonals (20 homes vivint sols i 4 dones vivint soles), 36 parelles sense fills, 24 parelles amb fills i 8 famílies monoparentals amb fills.
La població ha evolucionat segons el següent gràfic:
Habitants censats

### Habitatges
El 2007 hi havia 128 habitatges, 94 eren l'habitatge principal de la família, 17 eren segones residències i 17 estaven desocupats. Tots els 126 habitatges eren cases. Dels 94 habitatges principals, 61 estaven ocupats pels seus propietaris, 29 estaven llogats i ocupats pels llogaters i 4 estaven cedits a títol gratuït; 1 tenia una cambra, 2 en tenien dues, 9 en tenien tres, 24 en tenien quatre i 58 en tenien cinc o més. 69 habitatges disposaven pel capbaix d'una plaça de pàrquing. A 40 habitatges hi havia un automòbil i a 38 n'hi havia dos o més.

### Piràmide de població
La piràmide de població per edats i sexe el 2009 era:
| Homes | Edats   | Dones |
| ----- | ------- | ----- |
| 0     | 95 o +  | 0     |
| 4     | 90 a 94 | 0     |
| 4     | 85 a 89 | 0     |
| 0     | 80 a 84 | 4     |
| 4     | 75 a 79 | 4     |
| 8     | 70 a 74 | 4     |
| 8     | 65 a 69 | 4     |
| 0     | 60 a 64 | 4     |
| 4     | 55 a 59 | 8     |
| 4     | 50 a 54 | 8     |
| 20    | 45 a 49 | 12    |
| 4     | 40 a 44 | 4     |
| 12    | 35 a 39 | 12    |
| 0     | 30 a 34 | 12    |
| 4     | 25 a 29 | 8     |
| 0     | 20 a 24 | 4     |
| 4     | 15 a 19 | 8     |
| 16    | 10 a 14 | 4     |
| 20    | 5 a 9   | 4     |
| 4     | 0 a 4   | 20    |

## Economia
El 2007 la població en edat de treballar era de 147 persones, 103 eren actives i 44 eren inactives. De les 103 persones actives 90 estaven ocupades (53 homes i 37 dones) i 13 estaven aturades (6 homes i 7 dones). De les 44 persones inactives 13 estaven jubilades, 10 estaven estudiant i 21 estaven classificades com a «altres inactius».

### Ingressos
El 2009 a Léry hi havia 87 unitats fiscals que integraven 199 persones, la mediana anual d'ingressos fiscals per persona era de 13.981 €.

### Activitats econòmiques
Dels 9 establiments que hi havia el 2007, 3 eren d'empreses de construcció, 1 d'una empresa de comerç i reparació d'automòbils, 2 d'empreses d'hostatgeria i restauració, 2 d'empreses de serveis i 1 d'una empresa classificada com a «altres activitats de serveis».
Dels 4 establiments de servei als particulars que hi havia el 2009, 2 eren paletes, 1 lampisteria i 1 restaurant.
L'any 2000 a Léry hi havia 3 explotacions agrícoles.

## Equipaments sanitaris i escolars
El 2009 hi havia una escola elemental integrada dins d'un grup escolar amb les comunes properes formant una escola dispersa.

## Poblacions més properes
El següent diagrama mostra les poblacions més properes.